# اریک هایبرگ
اریک هایبرگ (انگلیسی: Erik Heiberg; ۲۴ ژانویهٔ ۱۹۱۶ – ۳۰ دسامبر ۱۹۹۶) ورزشکار Sailing اهل نروژ بود.
وی در مسابقات کشوری و بین‌المللی در مجموع برندهٔ ۱ مدال نقره شده‌است.